# جاي بيلامي
جاي بيلامي (بالإنجليزية: Jay Bellamy)‏ هو لاعب كرة قدم أمريكية أمريكي، ولد في 8 يوليو 1972 في بيرث أمبوي في الولايات المتحدة.

## وصلات خارجية
- جاي بيلامي على موقع مرجع كرة القدم المحترفة.كوم (الإنجليزية)